# Nelly Arcan
Nelly Arcan (* 5. März 1973 in Lac-Mégantic; † 24. September 2009 in Montreal; eigentlich Isabelle Fortier) war eine kanadische Schriftstellerin.

## Kindheit und Jugend
Isabelle Fortier wuchs in einer katholischen Familie in der ländlichen Umgebung Québecs auf und begann sich während ihrer Pubertät für Literatur zu interessieren. Sie galt als ruhige und verschlossene Einzelgängerin, worunter sie nach eigenen Angaben litt. Nach einer sozialwissenschaftlichen Ausbildung an einer Berufsoberschule in der Stadt Sherbrooke, der „Hauptstadt“ ihrer engeren Heimat, zog sie 1994 nach Montreal, um dort Literatur zu studieren. Der Wechsel aus ihrem bisherigen, eher dörflich-kleinstädtisch geprägten Wohnumfeld in die Metropole veränderte auch ihren Lebenswandel, den sie selbst als „ausschweifend, Sodom und Gomorra“ charakterisierte. Zur Finanzierung ihres Studiums arbeitete sie als Escort-Modell. Ihre Masterarbeit behandelte die Denkwürdigkeiten eines Nervenkranken Daniel Paul Schrebers.

## Schriftstellerei und Tod
Mit dem schriftstellerischen Debüt vollzog sich auch der Wechsel von Isabelle Fortier zu Nelly Arcan, wobei der Anklang ihres neuen Nachnamens an das Geheimnis (lateinisch: arcanum) gewollt ist. Ihr erster Roman Putain erschien 2001, nach dem Ende ihres Studiums, bereits unter ihrem Künstlernamen. Dieser Roman wird, ebenso wie ihr zweiter, Folle von 2004, als „Autofiktion“ beschrieben, d. h. als Mischung autobiographischer und fiktionaler Bestandteile. Der erste Roman war ein Finalist sowohl für den Prix Médicis als auch für den Prix Femina, der zweite für den Prix Femina allein. Seitdem verfasste Arcan mehrere Kurzgeschichten und Kolumnen für verschiedene Zeitungen und Magazine und trat im frankophonen Rundfunk und Fernsehen Kanadas auf. 2007 folgten A ciel ouvert als dritter Roman und L’enfant dans le miroir als Bildband zum Thema Schönheit.
Drei Wochen vor ihrem Tod veröffentlichte Arcan in ihrer Kolumne Prends-moi, ou t’es mort (Nimm mich oder stirb!) in der zwischen 1997 und 2009 erscheinenden alternativen Wochenzeitung Ici eine detaillierte Geschichte über eine Stalking-Erfahrung. Da Arcan auch in der Zeit ihres schriftstellerischen Erfolges wenig über ihr Privatleben und ihre nächsten Pläne verlauten ließ, bleibt der Realitätsgehalt dieser Geschichte unklar.
Am 24. September 2009 wurde sie in ihrer Montrealer Wohnung tot aufgefunden, unmittelbar nach Fertigstellung des Manuskripts ihres letzten Buches Paradis, Clef en main. Laut einem Polizeisprecher beging die Autorin Suizid durch Erhängen.

## Bedeutung
Während Arcan in der überwiegend frankophonen Provinz Québec berühmt war, war sie im englischsprachigen Rest Kanadas trotz Erscheinens aller ihrer Bücher in englischen Übersetzungen weitgehend unbekannt. Dieses Muster wiederholte sich in Europa. In Frankreich wurde sie für Literaturpreise nominiert, im Rest Europas weitgehend ignoriert: Ihre letzten Werke erschienen weder in Russisch, Deutsch, Italienisch, Spanisch noch in irgendeiner der anderen, kleineren Literatursprachen Europas.
Kaum je einem Schriftsteller gelang es wie Nelly Arcan, die Intensität menschlicher Empfindungen in Worten so unmittelbar und ergreifend auszudrücken. Immer wieder sprach sie den Tod an, so dass ihr tragischer Selbstmord wie eine logische Konsequenz ihrer Werke erscheint. Ihr Stil ist erfreulich klar, direkt, ungekünstelt und kommt ohne die üblichen verbalen Manierismen aus. Dies mag erklären, warum sie vom deutschsprachigen Literaturbetrieb weitgehend ignoriert wurde.
Nachdem ein Eisenbahnunglück 2013 im Zentrum ihres Heimatortes Lac-Mégantics schwere Schäden verursacht hatte, wurde die neu errichtete kommunale Mediathek 2014 nach Nelly Arcan benannt.

## Werke
- Le poids des mots, ou La matérialité du langage dans Les mémoires d'un névropathe de Daniel Paul Schreber (Das Gewicht der Worte oder die Materialität der Sprache in den Denkwürdigkeiten eines Nervenkranken von Daniel Paul Schreber). Masterarbeit
- Putain, 2001 (dt. Hure, Übers. Holger Fock, Sabine Müller. C. H. Beck, München 2002; auch als Blindendruck bei Deutsche Blindenstudienanstalt, 2005)
- Folle, 2004 (dt. Hörig, Übers. Brigitte Große, 2005)
- A ciel ouvert, 2007
- L'enfant dans le miroir, 2007
- Paradis, clef en main, 2009

## Belege
1. 1 2   Nelly Arcan se serait suicidée, cyberpresse.ca, 26. September 2009
2. 1 2  Biographische Angaben unter Verantwortung ihrer Literaturagentin Marilène Bélanger, abgerufen am 5. Mai 2016.
3. ↑  Simone Meier: Roman: Die Kulturindustrie und ihre Klone. In: zeit.de. 13. Oktober 2005, abgerufen am 27. Januar 2024., Buchbesprechung in der Zeit.
4. ↑  Aussage des Arcan-Kollegen Pierre Thibeault gegenüber der CBC am 25. September 2009, abgerufen am 5. Mai 2016.
5. ↑  Gedenkartikel in The Globe and Mail vom 10. September 2012, abgerufen am 5. Mai 2016.

| Personendaten    | Personendaten                       |
| ---------------- | ----------------------------------- |
| NAME             | Arcan, Nelly                        |
| ALTERNATIVNAMEN  | Fortier, Isabelle (wirklicher Name) |
| KURZBESCHREIBUNG | kanadische Schriftstellerin         |
| GEBURTSDATUM     | 5. März 1973                        |
| GEBURTSORT       | Lac-Mégantic                        |
| STERBEDATUM      | 24. September 2009                  |
| STERBEORT        | Montreal                            |